# Postfenomenologia
La postfenomenologia è un approccio filosofico di analisi inaugurato dal filosofo americano della scienza e della tecnologia Don Ihde che sfrutta gli strumenti metodologici della fenomenologia per analizzare la tecnologia.
Invece che applicare le analisi filosofiche alla tecnologia, l'approccio postfenomenologico prende in considerazione le attuali tecnologie, ponendosi da una prospettiva incarnata e situata in riferimento a questioni pratiche ed empiricamente orientate. Questo tipo di approccio non guarda alla tecnologia come mero oggetto ma come mediatore dell'esperienza umana.

## Storia
L'approccio postfenomenologico emerge a partire dagli anni novanta del Novecento grazie all'opera di Don Ihde Technology and the Lifeworld (1990), la quale ha avuto grande seguito in opere di studiosi come Peter Paul Verbeek, Robert Rosenberger, Robert Crease e Lambros Malafouris. Il metodo, come viene originalmente concepito dal suo capostipite, integra il pragmatismo americano di John Dewey e la fenomenologia classica europea di Edmund Husserl, Martin Heidegger, e Maurice Merleau-Ponty, partendo dall'assunto che entrambe le scuole di pensiero hanno alla base l'esperienza, la quale svolge un ruolo di primo piano per le analisi filosofiche. Nonostante pragmatismo e fenomenologia condividano un certo entusiasmo per la prassi (πρᾶξις, praxis, «azione», der. di πράσσω, «fare») nei confronti di oggetti di studio come la scienza e la tecnica, l'approccio postfenomenologico nasce dall'insoddisfazione per i limiti posti da entrambe le scuole di pensiero nell'esaminare i profondi cambiamenti che la scienza e la tecnologia hanno introdotto nel corso del ventesimo secolo, superando la tradizionale suddivisione onto-epistemologica soggetto/oggetto.
La nozione di postfenomenologia è fortemente legata a quello di tecnoscienza, dal momento che la riflessione filosofica del ventesimo secolo deve essere in grado di rispondere agli sviluppi più recenti delle tecnologie che hanno riconfigurato il modo di percepire i fenomeni.

### Fenomenologia e postfenomenologia
L'approccio postfenomenologico nella filosofia della tecnologia ha seguito due filoni di sviluppo: da una parte mantenendo un dialogo critico con la tradizione fenomenologica, e dall'altro aprendosi alla prospettiva empirica degli studi sulla scienza e la tecnologia.
Tipicamente gli approcci fenomenologici classici alla tecnologia, in particolare nelle opere di Martin Heidegger, trattano il tema in termini teorici ed astratti in quanto affrontano le tecnologie come fenomeni socio-culturali in modo ampio, slegandole da una prospettiva vissuta ed incarnata, mentre l'approccio postfenomenologico recupera il contatto con le esperienze empiriche reali che le persone esperiscono attraverso l'uso delle tecnologie.

## Applicazioni

### Sociologia
In sociologia l'approccio postfenomenologico viene applicato da Andrew Feenberg in Questioning Technology (1999) In cui si sostiene che "le dimensioni sociali dei sistemi tecnologici appartengono all'essenza delle tecnologie".

### Design dell'interazione
La postfenomenologia viene anche applicata all'ambito dell'interaction design, offrendo un quadro utile per riflettere sulla progettazione delle tecnologie, enfatizzando le esperienze umane e le relazioni sociali.
Questo approccio al design è discusso in opere come: What Things Do: Philosophical Reflection on Technology, Agency and Design (2005), Transforming Technology: A critical theory revisited (2002) e User Experience and Experience Design: A Postphenomenological Perspective (2013).

### Istruzione
Il contributo Doing postphenomenology in education analizza come la postfenomenologia sia un approccio che trova spazio anche nel mondo dell'istruzione e dell'insegnamento, offrendo un nuovo modo di comprendere le interazioni fra tecnologia, studenti ed insegnati, nonché come le tecnologie educative influenzano le esperienze di apprendimento e di insegnamento.